# Les Démocrates (Groenland)
Pour les articles homonymes, voir Les Démocrates.
Les Démocrates (en groenlandais : Demokraatit), ou Parti démocrate[réf. nécessaire], est un parti politique groenlandais libéral.

## Historique
Le parti est fondé en 2002 et obtient la même année cinq sièges lors des élections au Parlement du Groenland, puis sept lors du scrutin de 2005, avant de redescendre lors des élections suivantes.
Aux élections du Parlement danois en 2007, les Démocrates obtiennent 3 436 voix, soit 16,2 %, mais ne décrochent aucun des deux sièges groenlandais.
Lors des élections législatives anticipées du 28 novembre 2014, les Démocrates se placent en troisième position avec 11,8 % des voix et décrochent quatre sièges au Parlement groenlandais. Ils entrent peu après dans le gouvernement de coalition dirigé par Kim Kielsen avec les partis Siumut et Atassut. Anda Uldum, son dirigeant, devient ministre des Finances. En octobre 2016, les désaccords entre les partenaires de coalition entraînent le départ des Démocrates et d'Atassut du gouvernement.
À l'issue des élections législatives du 11 mars 2025, le parti termine à la première place avec 30,26 % des voix, triplant son résultat par rapport au scrutin précédent et réalisant son meilleur score depuis sa création en 2002.

## Direction
Le président du parti est Jens Frederik Nielsen depuis le 8 février 2021.

## Orientation politique
Les Démocrates se considère comme un parti social-libéral qui comme Atassut, s'engage à préserver l'union avec le royaume de Danemark. Les Démocrates a été le seul parti groenlandais à rejeter la « loi sur l'autonomie gouvernementale du Groenland » introduite en 2009. Le parti est particulièrement populaire parmi la population danoise du Groenland. 
En 2025, le parti soutient une indépendance du Groenland, mais qui soit réfléchie, progressive et pragmatique,.
Les objectifs du parti sont de réduire les impôts sur les sociétés, d’améliorer le niveau d’éducation et le système économique au Groenland et de résoudre les problèmes sociaux du pays.

## Résultats électoraux

### Parlement du Groenland
| Année | Voix  | %     | Sièges  |
| ----- | ----- | ----- | ------- |
| 2002  | 4 558 | 16,10 | 5 / 31  |
| 2005  | 6 595 | 22,83 | 7 / 31  |
| 2009  | 3 620 | 12,80 | 4 / 31  |
| 2013  | 1 870 | 6,26  | 2 / 31  |
| 2014  | 3 468 | 11,88 | 4 / 31  |
| 2018  | 5 712 | 19,69 | 6 / 31  |
| 2021  | 2 452 | 9,26  | 3 / 31  |
| 2025  | 8 563 | 30,26 | 10 / 31 |

### Parlement danois
| Année | Voix  | %    | Sièges | Rang |
| ----- | ----- | ---- | ------ | ---- |
| 2005  | 4 909 | 21,7 | 0 / 2  | 3e   |
| 2007  | 4 584 | 18,5 | 0 / 2  | 3e   |
| 2011  | 2 882 | 12,6 | 0 / 2  | 3e   |
| 2015  | 1 753 | 8,5  | 0 / 2  | 3e   |
| 2019  | 2 258 | 11,0 | 0 / 2  | 3e   |
| 2022  | 3 656 | 19,0 | 0 / 2  | 3e   |